# West Liberty (Wirginia Zachodnia)
West Liberty – miasto w Stanach Zjednoczonych, w stanie Wirginia Zachodnia, w hrabstwie Ohio.